# Kuruwa

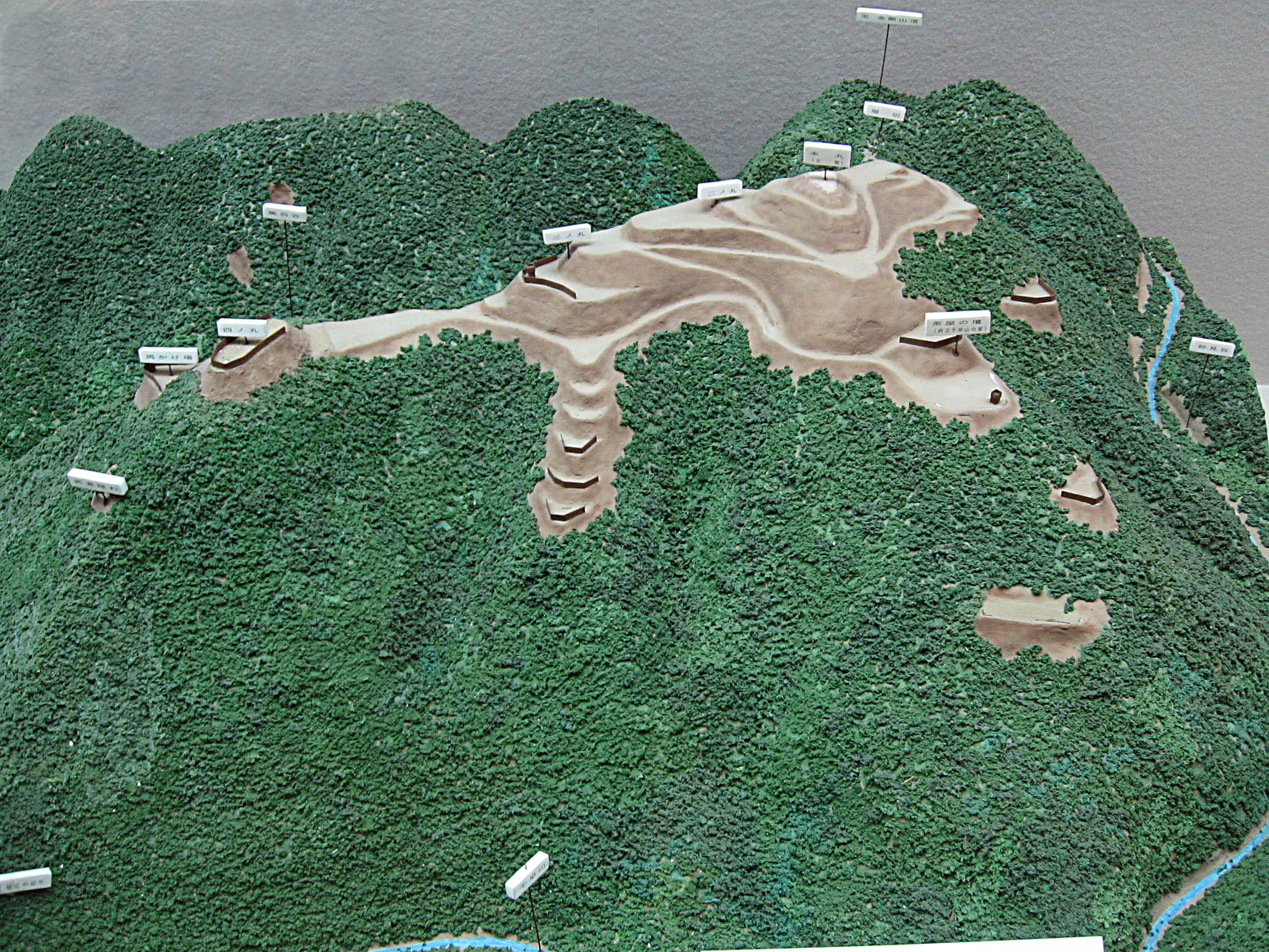
Modello in scala del castello di Chihaya, arroccato sulle pendici del monte Kongō, nell'attuale prefettura di Osaka. Si noti l'andamento curvilineo delle mura, che si adatta alle caratteristiche impervie del terreno per sfruttarle a fini difensivi

Kuruwa (曲輪? くるわ) è un termine giapponese che indica le mura di un castello giapponese e le regioni delimitate dalla cinta di quelle mura. Il termine può essere scritto anche come 郭, e si usa anche il termine maru (丸?) per i castelli costruiti dopo il periodo Edo. Il kuruwa serve come territorio difensivo, fornisce spazio per le strutture aggiuntive del castello e contiene gli alloggiamenti dei soldati comuni, rendendolo una importante caratteristica strutturale di tutti i castelli giapponesi. La maggior parte dei castelli costruiti durante il Medioevo contengono molti kuruwa di piccola area, mentre quelli costruiti durante o dopo il Periodo premoderno contengono spesso un numero minore di kuruwa di area maggiore. L'equivalente occidentale è la motta castrale.

## Disposizione
Come spiega Stephen Turnbull, la prima caratteristica comune di tutti i siti dei castelli giapponesi era uno stile complessivo che vedeva la torre principale (il dongione) posta nel punto più alto dell'area delimitata dal castello e circondata da vari cortili interni collegati tra loro. "Il termine generale per i numerosi cortili e aree delimitate formate da questo tipo d disposizione era kuruwa. Alcuni erano allo stesso livello, sentieri e scalinate collegavsno gli altri, e il modo in cui i kuruwa si legavano gli uni agli altri erano dei primi punti che dovevano essere presi in considerazione dal progettista del castello." La forma e la struttura di un castello erano molto importanti per determinare il vincitore negli assedi ai castelli, e la disposizione del castello, o nawabari (縄張?) era progettata con l'intenzione di dare al difensore un vantaggio insormontabile. Le regioni per il kuruwa erano pianificate dopo che era stata decisa la disposizione di base dei terreni del castello e quella del ninomaru (二の丸? lett. "seconda cerchia") e del sannomaru (三の丸? lett. "terza cerchia"), che servivano come aree ausiliarie.
Ci sono tre stili principali di disposizione del kuruwa:
Stile rinkaku (輪郭式?, rinkaku-shiki)
Il ninomaru  e il sannomaru circondano l'honmaru al centro. Questa disposizione aumenta la difesa del castello in ogni direzione, ma circondare ciascun kuruwa richiede una vasta area di terra da destinare ai terreni del castello. Il castello di Yamagata è un esempio di castello che usa questa disposizione.
Stile renkaku (連郭式?, renkaku-shiki)
L'honmaru e il ninomaru sono disposti fianco a fianco. Questo fa sì che la profondità del castello aumenti, ma i fianchi e il retro dell'honmaru sono esposti, rendendo il castello più vulnerabile agli attacchi sulle aree diverse dal portone centrale. Il castello di Matsuyama e il castello di Morioka usano entrambi questa disposizione del kuruwa.
Stile teikaku (梯郭式?, teikaku-shiki)
L'honmaru è posto adiacente alla mura del castello, e intorno all'honmaru sono posti kuruwa aggiuntivi. Questa disposizione è adatta a castelli costruiti lungo barriere naturali come paludi, fiumi, montagne o rupi, dal momento che la barriera naturale può coprire il lato esposto dell'honmaru. Il castello di Okayama impiega questa disposizione.
Molti castelli usano una combinazione dei tre stili suddetti, e molti rientrano in molteplici categorie di disposizione. Alcuni castelli possono non essere affatto categorizzabili. Le refioni più piccole dei kuruwa chiamate obikuruwa (帯曲輪?) e koshikuruwa (腰曲輪?) erano poste talvolta intorno al kuruwa centrale in alcune disposizioni. Demaru (出丸?) si riferisce a un kuruwa che è posto indipendentemente dal kuruwa centrale, e umadashi (馬出?) si riferisce a un kuruwa che è posto specificamente a guardia di un'importante entrata. Vedi sotto per altri termini correlati.

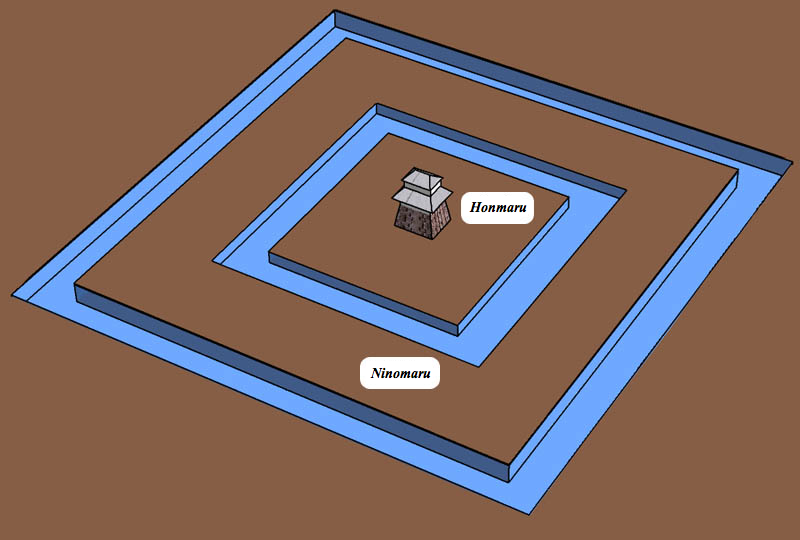
Stile rinkaku
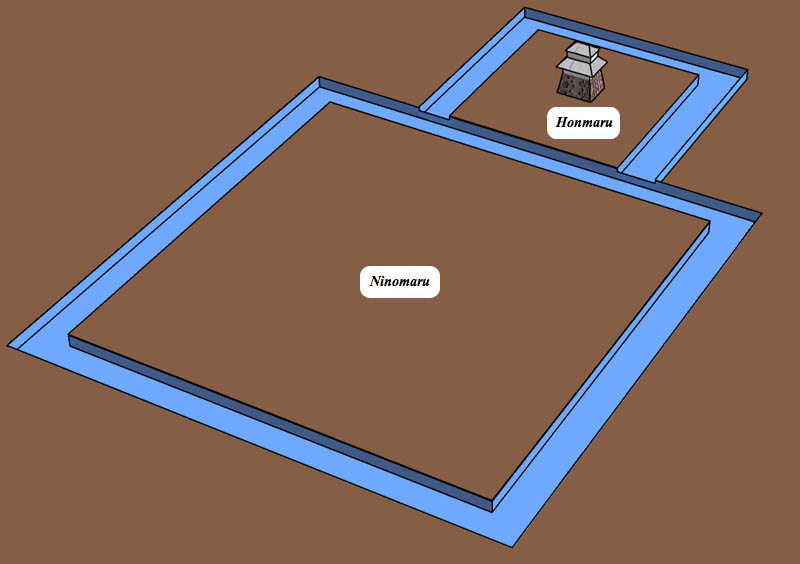
Stile renkaku
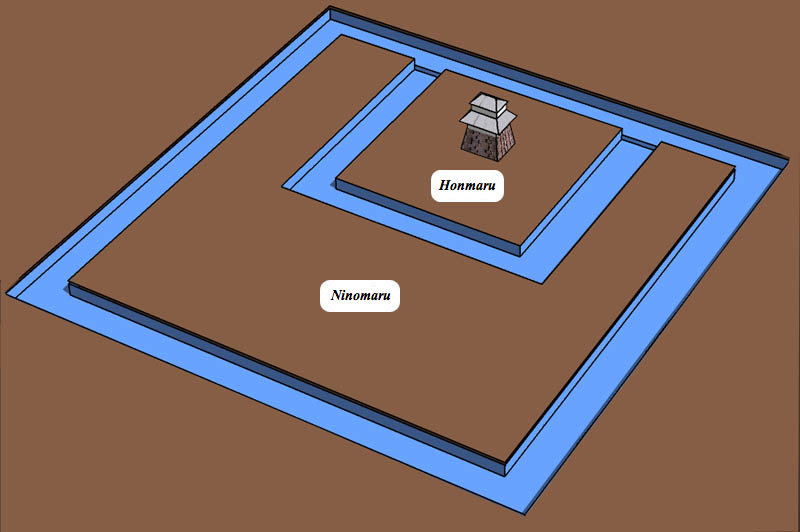
Stile teikaku

## Termini correlati
La maggior parte dei termini prende la forma -kuruwa o -maru, ma i termini specifici possono differire secondo la regione o il periodo temporale. I castelli che usano il suffisso -maru furono costruiti durante il Periodo premoderno. Molti castelli contengono kuruwa che prendono il nome da particolari persone o luoghi.
Honmaru
L'honmaru è la regione centrale del castello e serve come alloggiamenti per il sovrano del castello, oltre ad essere la linea di difesa finale del castello. Può essere designato anche con molti altri nomi inclusi ichi no kuruwa, ichi-no-maru o honkuruwa. Il kuruwa può ospitare una costosa struttura centrale dalla quale il sovrano del castello sorveglia quello che accade all'interno di quest'ultimo, o quegli affari che possono condotti dalle mura esterne, cosicché l'honmaru può essere usato come una struttura compatta, centrale che serve da linea finale di difesa durante un assedio.
Tenshumaru
Il tenshumaru è un kuruwa più piccolo localizzato dentro l'honmaru che ospita il tenshu, la caratteristica centrale di tutti i castelli giapponesi del periodo post-Sengoku. Pochissimi tenshu  rimangono intatti, e il castello di Kōchi è l'unico castello che ancora contiene i suoi tenshu più piccoli. Entrate tenshu rimangono nel castello di Kawagoe e nel castello di Matsumae.
Ninomaru e sannomaru
Note anche come ninokuruwa o sannokuruwa, queste regioni servono da strati esterni all'honmaru e possono variare in forma e dimensione. Quelli costosi possono anche ospitare grandi spazi abitativi simili alle strutture all'interno dell'honmaru.
Nishinomaru
Il nishinomaru (lett. "cerchia occidentale") si usa come ritirata per il sovrano del castello. Il termine fu coniato prendendolo da Tokugawa Ieyasu, che visse nella sezione orientale del castello di Edo dopo essersi ritirato dalla sua carica di sovrano. I nishinomaru sono presenti anche nel castello di Himeji e nel castello di Okayama.
Obikuruwa e koshikuruwa
Questi termini si riferiscono a uno stretto spazio creato dalle mura per circondare un altro kuruwa. Essi permettono ai difensori di prevenire meglio la breccia di un importante settore del castello, e nei castelli più grandi sono a doppio strato.
Sōkuruwa
Questo termine si riferisce a un kuruwa creato circondando la città castello con un grande fossato, una fortificazione in terra battuta o un muro di pietra. È il kuruwa più grande e più esterno di qualsiasi castello.
Demaru
Il demaru è un kuruwa separato posto per rinforzare un punto o una struttura vulnerabile all'interno del castello. Il Buke shohatto limitò (essenzialmente proibì) la costruzione di mura del castello, portando allo sviluppo di grandi "giardini del daimyō" al posto del demaru.
Umadashi

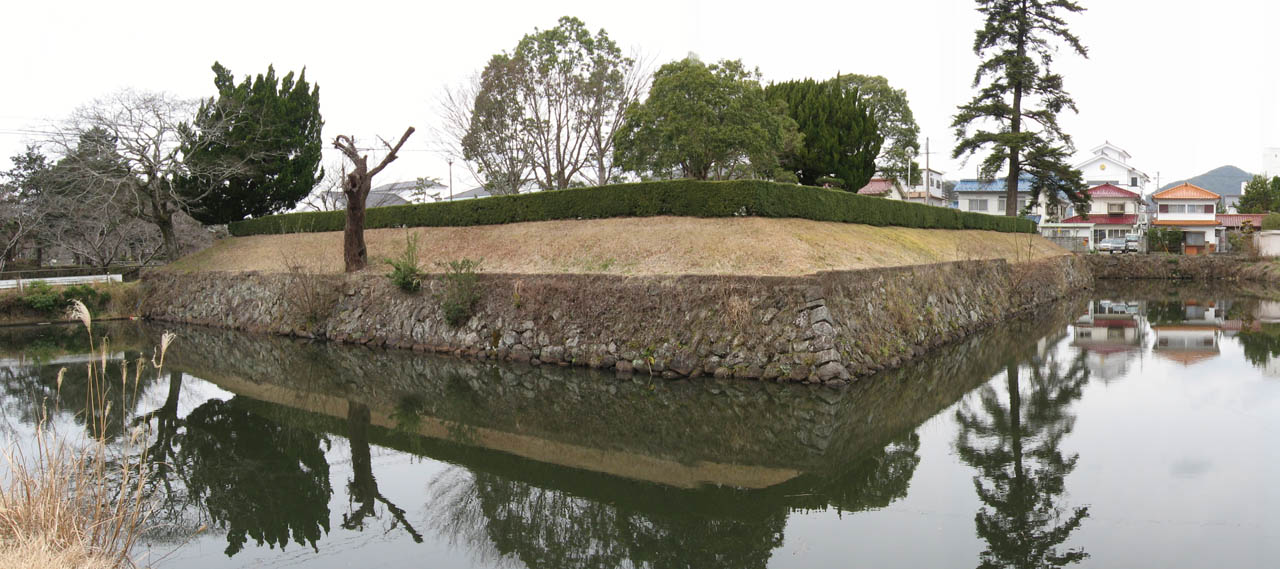
Resti di un kuruwa umadashi fuori del portone est del castello di Sasayama.

L'umadashi è un piccolo kuruwa posto di fronte all'entrata castello. Oltre a rendere semplicemente difficile per il nemico entrare nei terreni del castello, fornisce spazio perché i difensori possano respingere il nemico con proiettili. Può servire anche come caserma per piccoli gruppi di soldati. Questo kuruwa può consistere di qualsiasi specie di muro da una scadentr fortificazione di terra battuta a mura grandi e forti come si vedono nel castello di Nagoya, nel castello di Sasayama e nel castello di Hiroshima.
Mizunote kuruwa
Questo si riferisce a qualsiasi kuruwa contenente la scorta d'acqua del castello.